# Pui (Hunedoara)
Pour l’article homonyme, voir Pui.
Pui (en hongrois : Puj, en allemand : Hühnendorf) est une commune du Județ de Hunedoara en Transylvanie, (Roumanie).